# Kőhalom

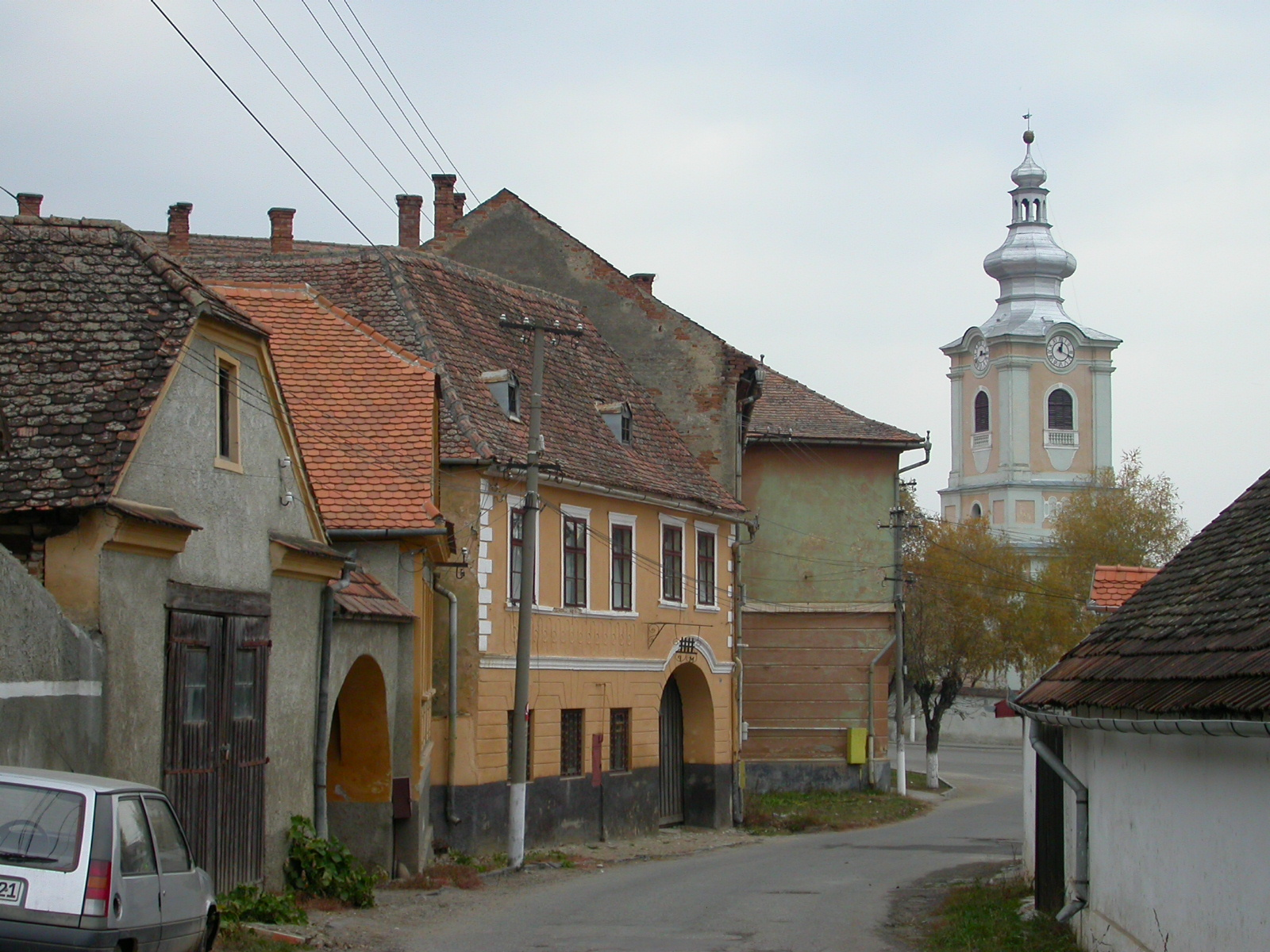
Vár utca, jobbra az evangélikus templom tornya

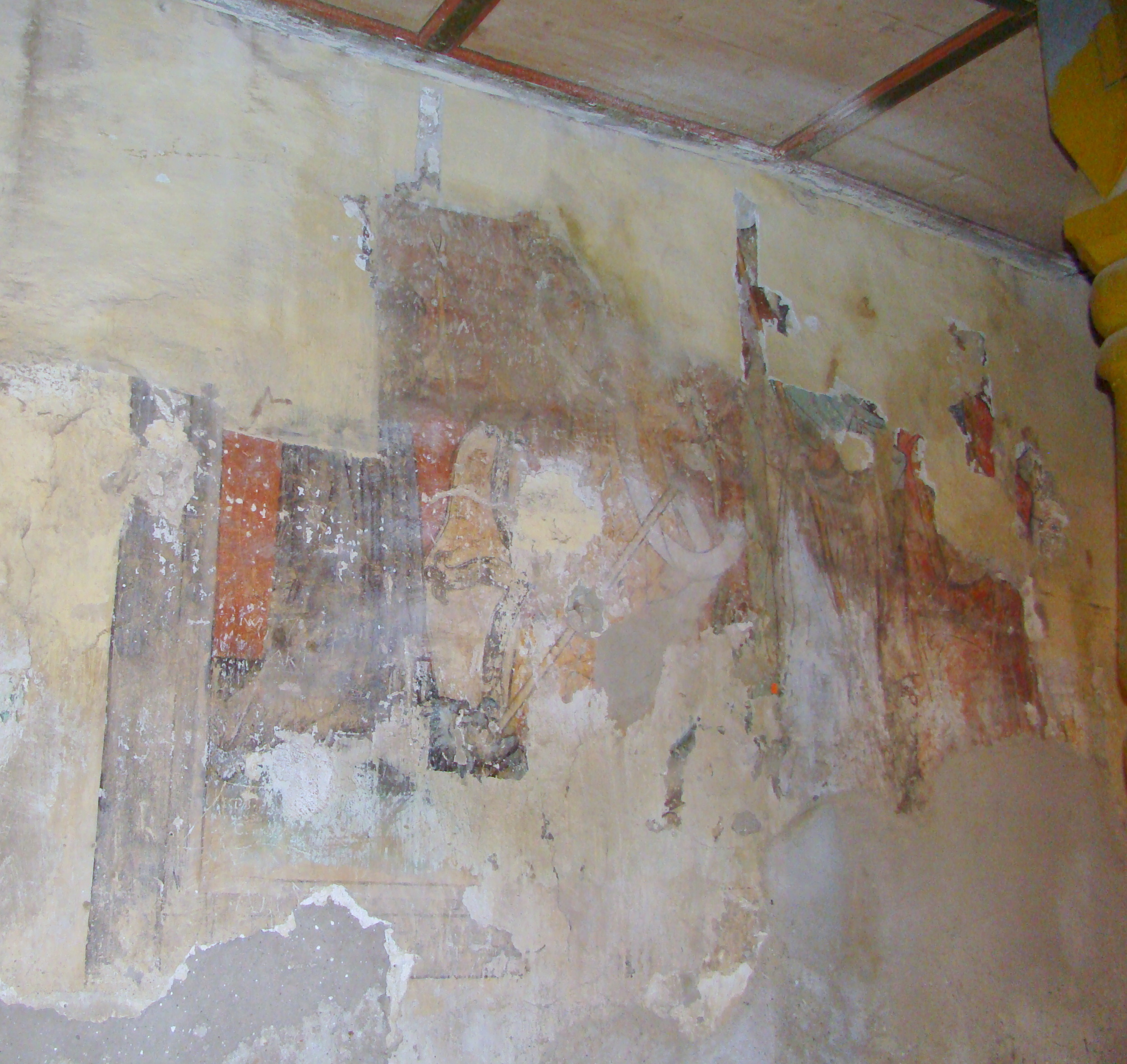
Késő középkori falfestmény töredéke az evangélikus templomban

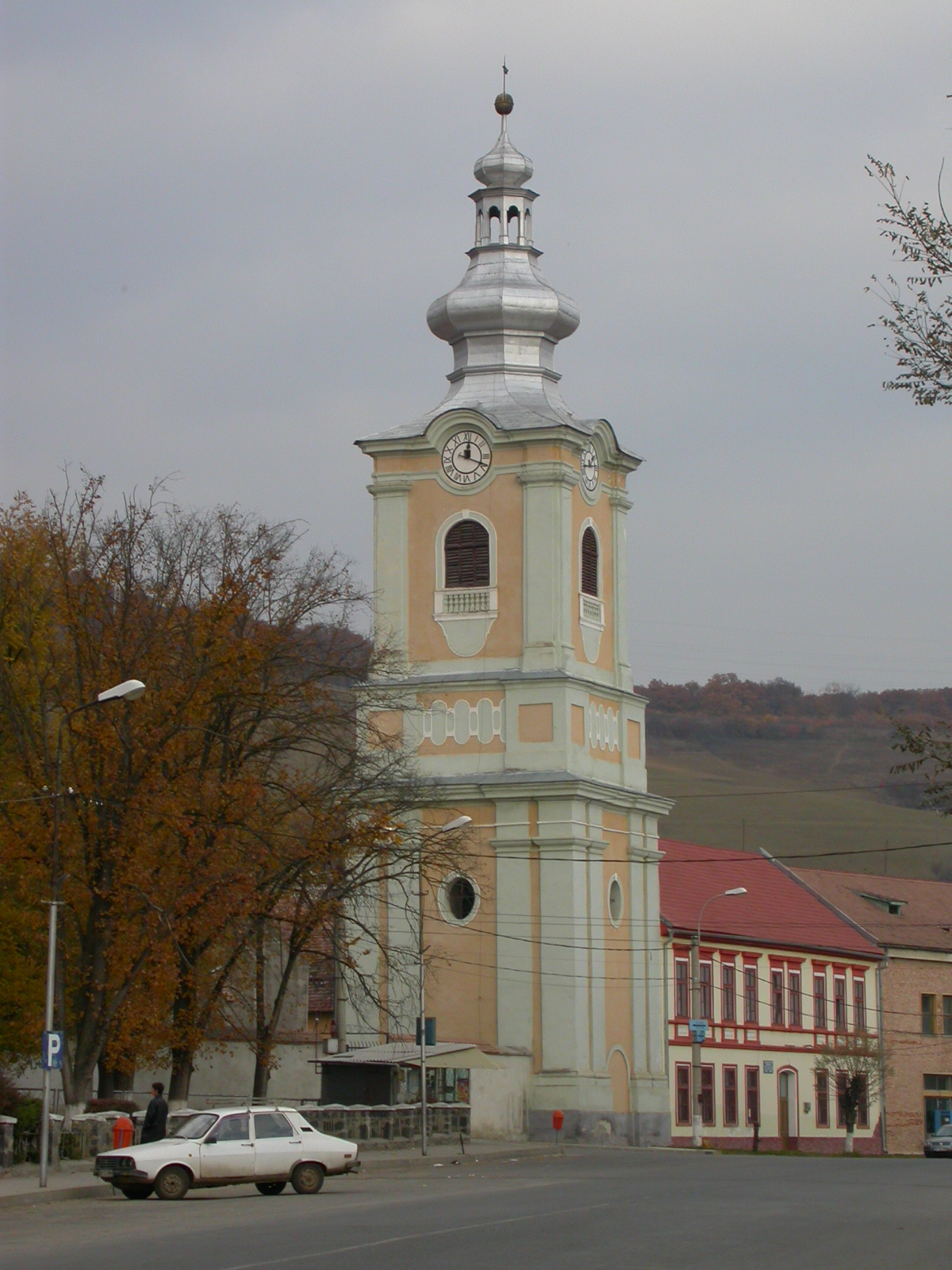
Az evangélikus templom tornya

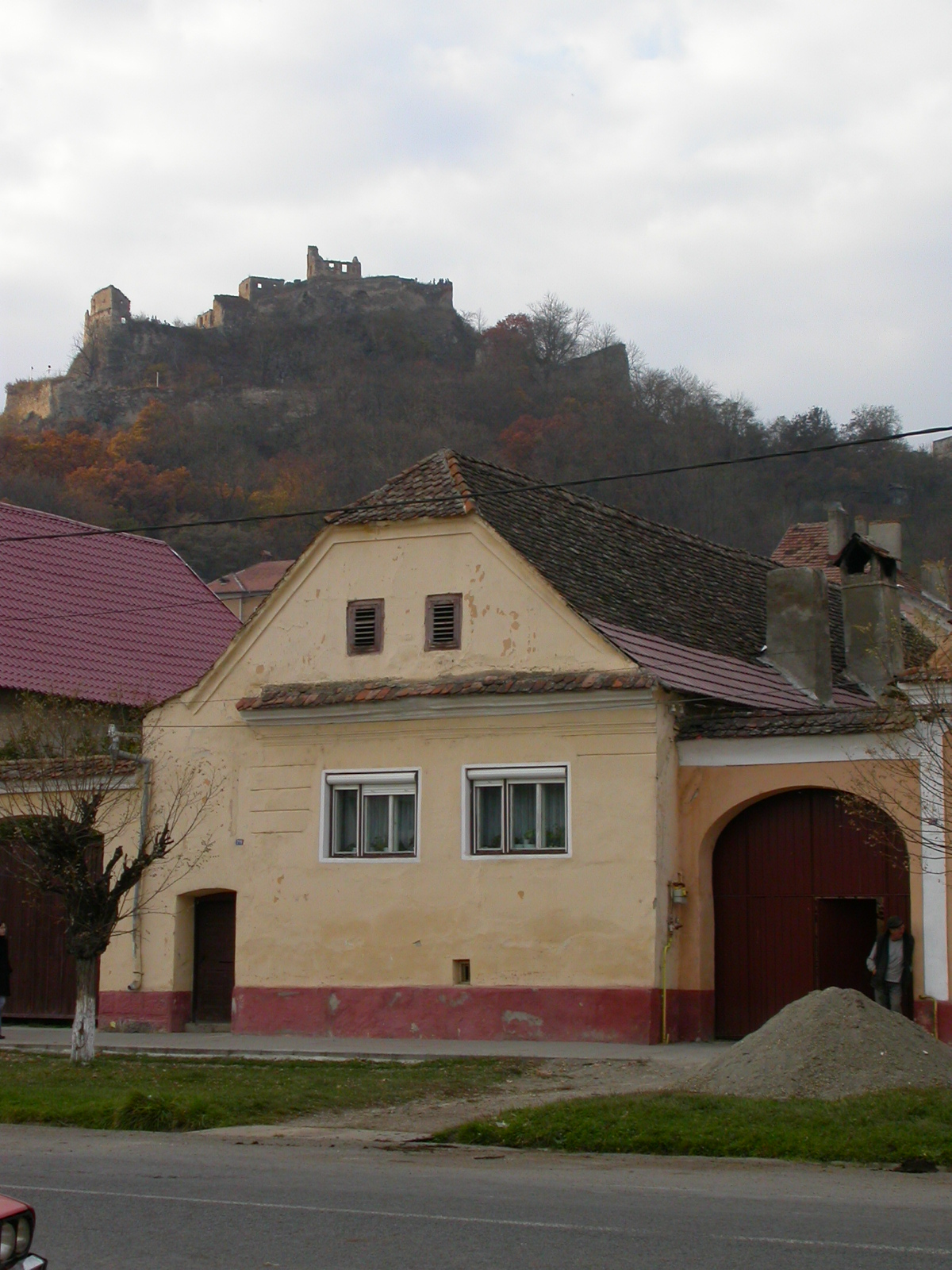
Hagyományos lakóház

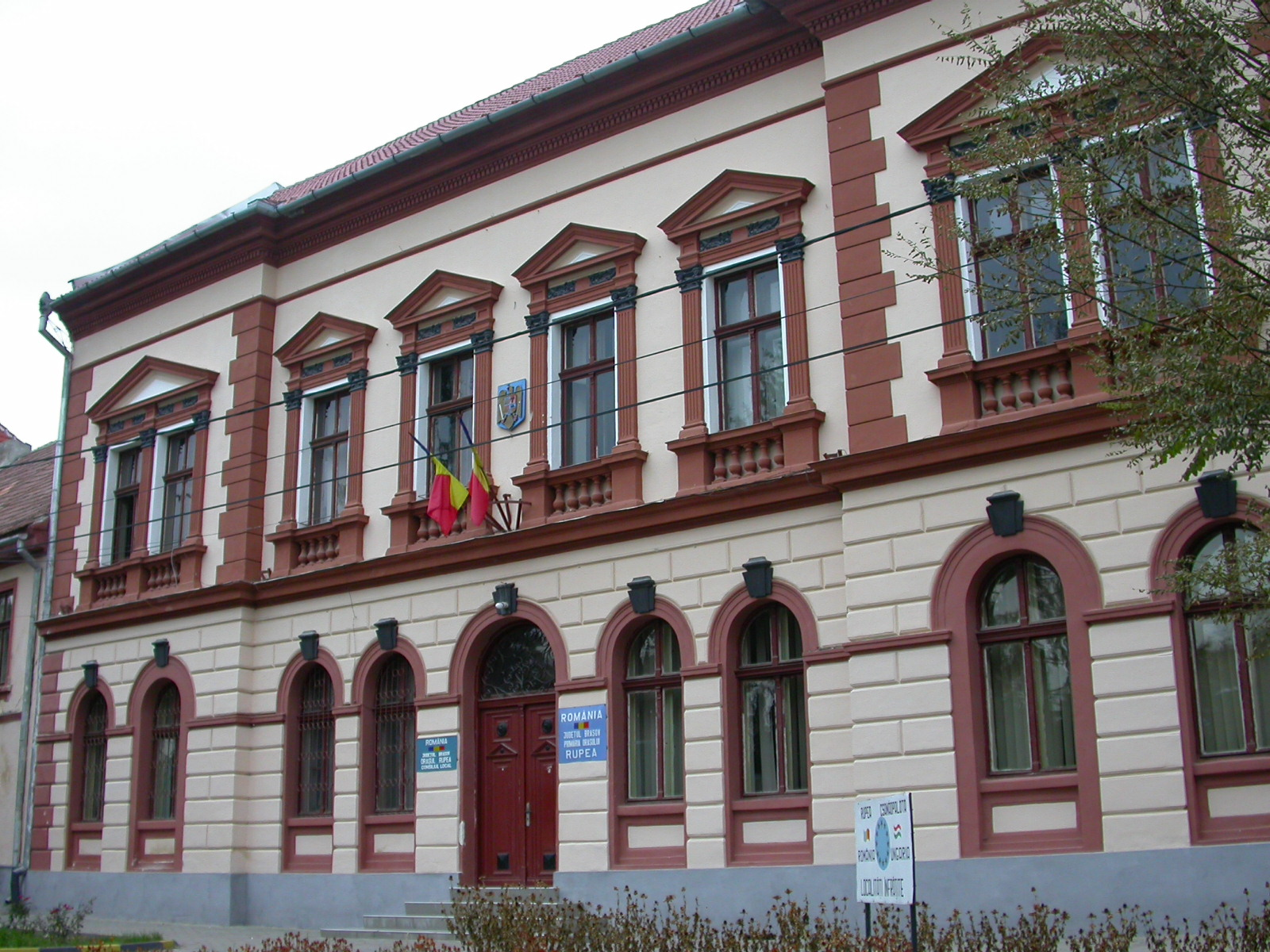
Városháza

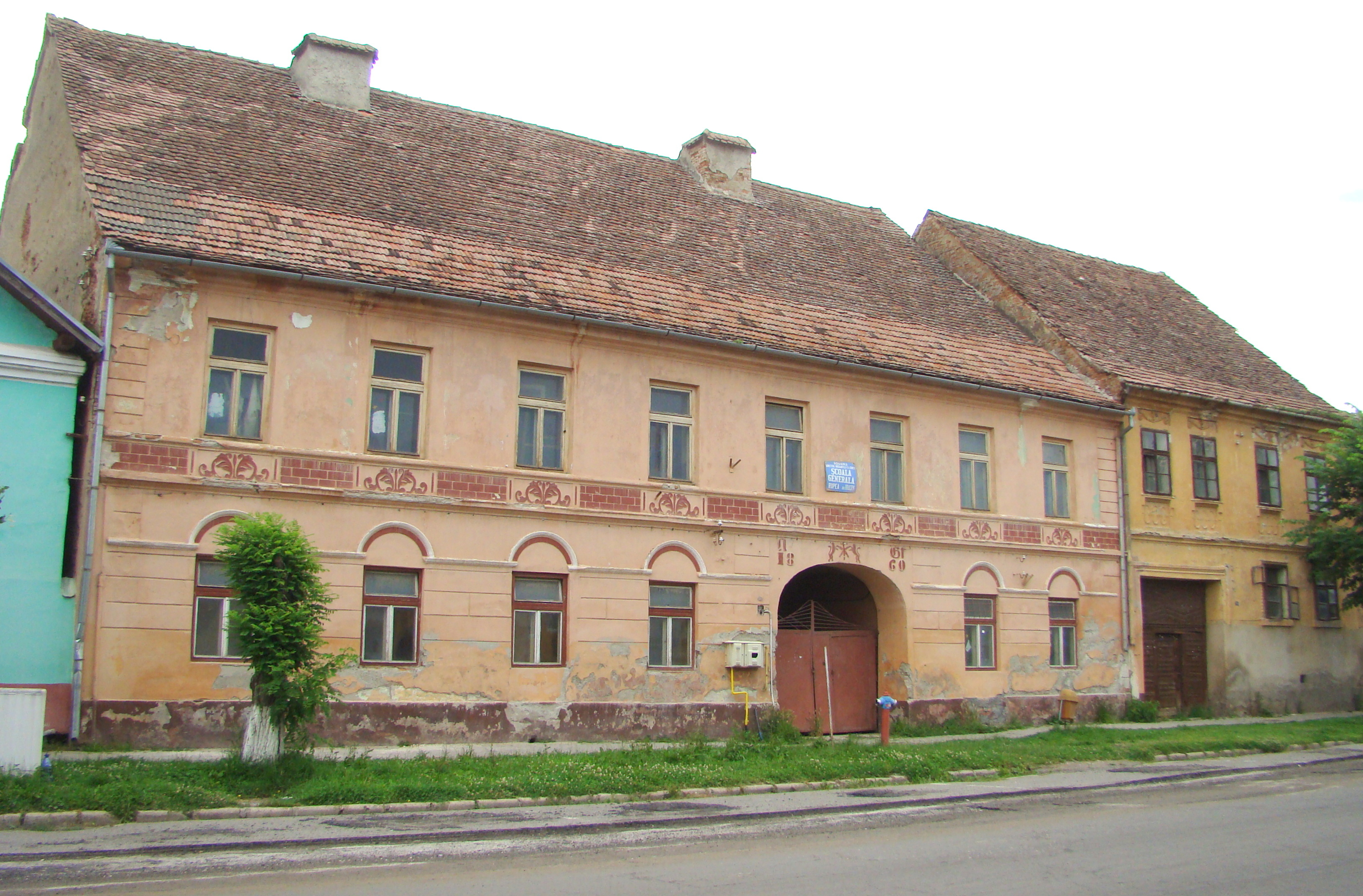
Általános iskola

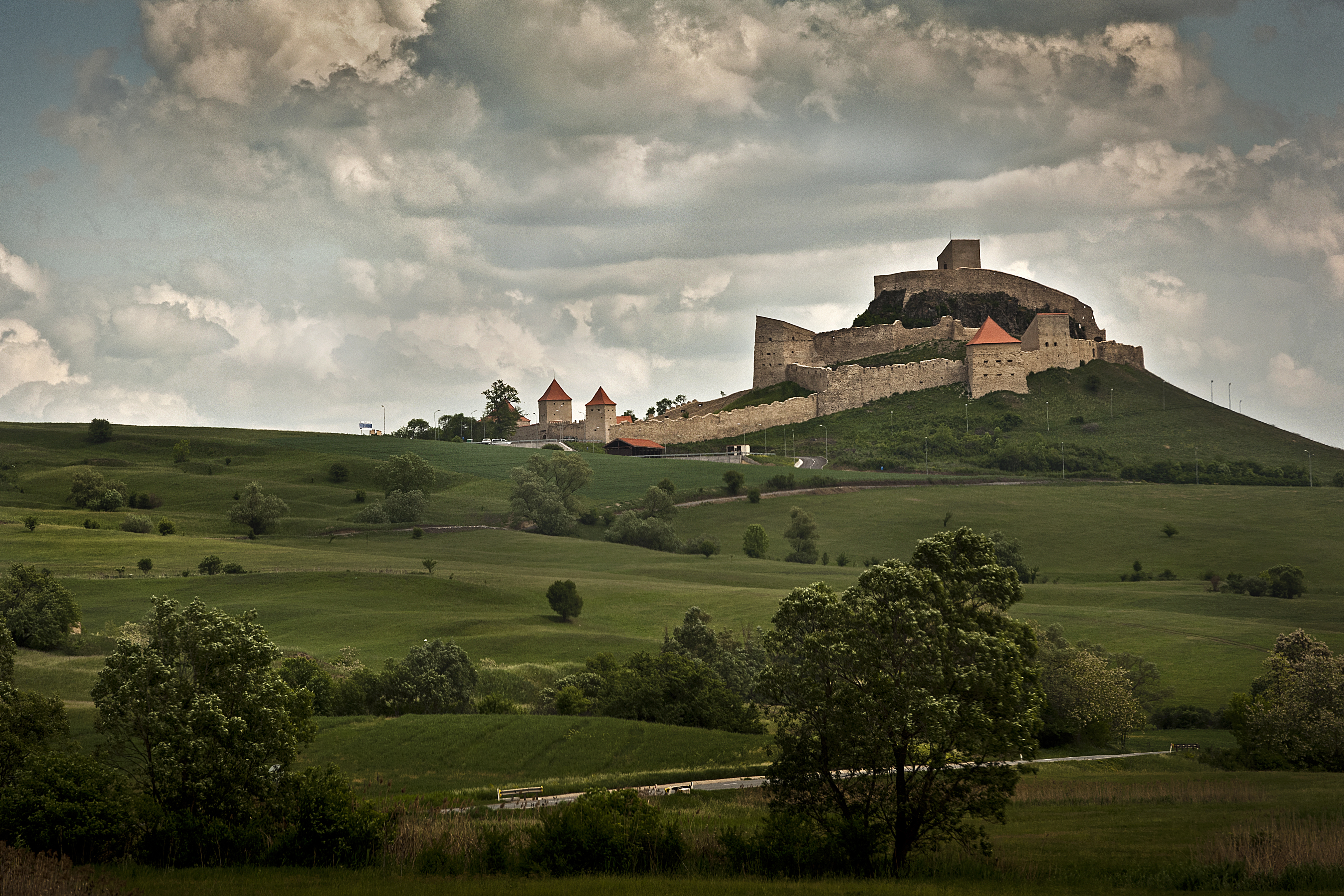
A vár a felújítás után

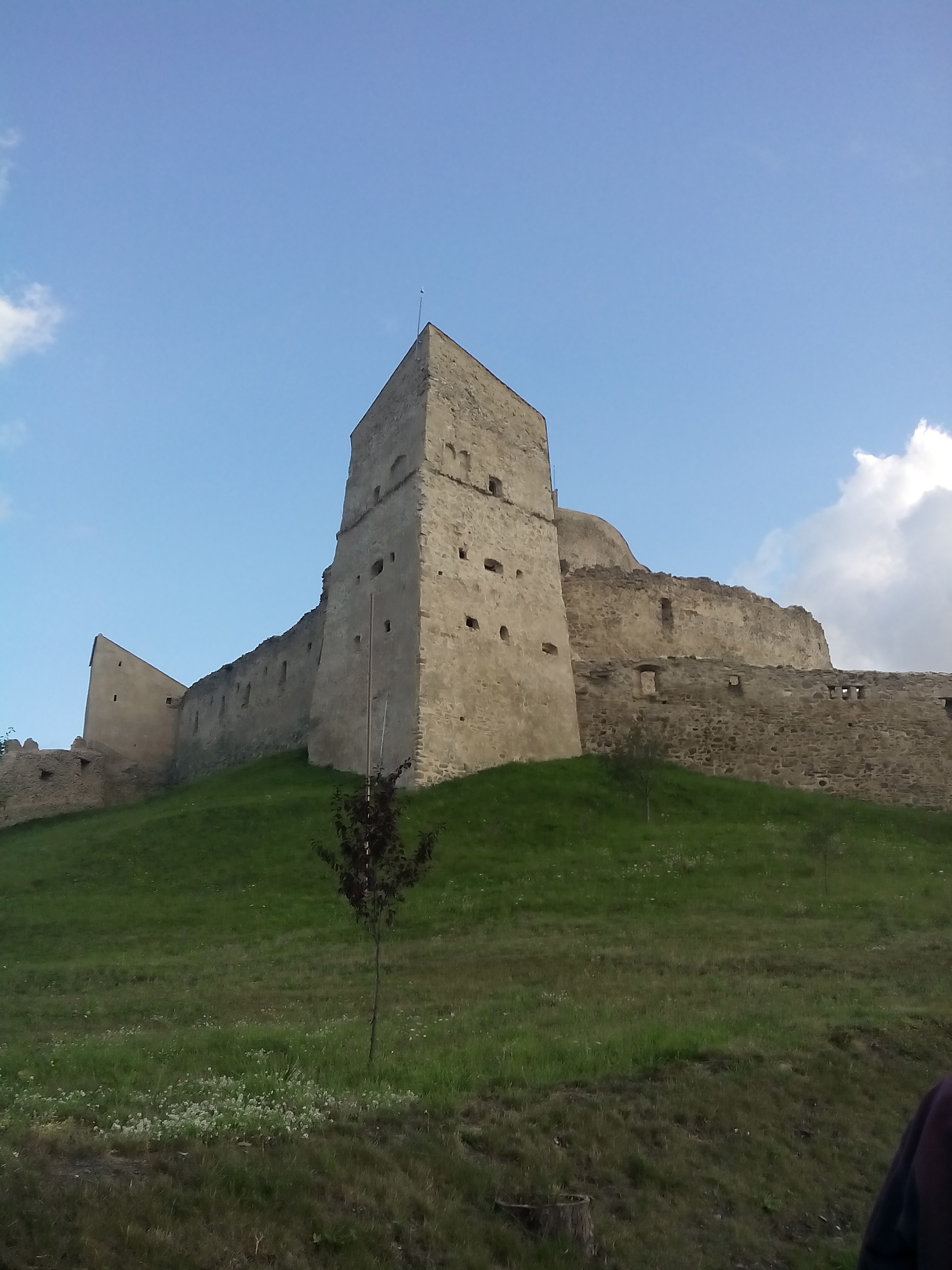

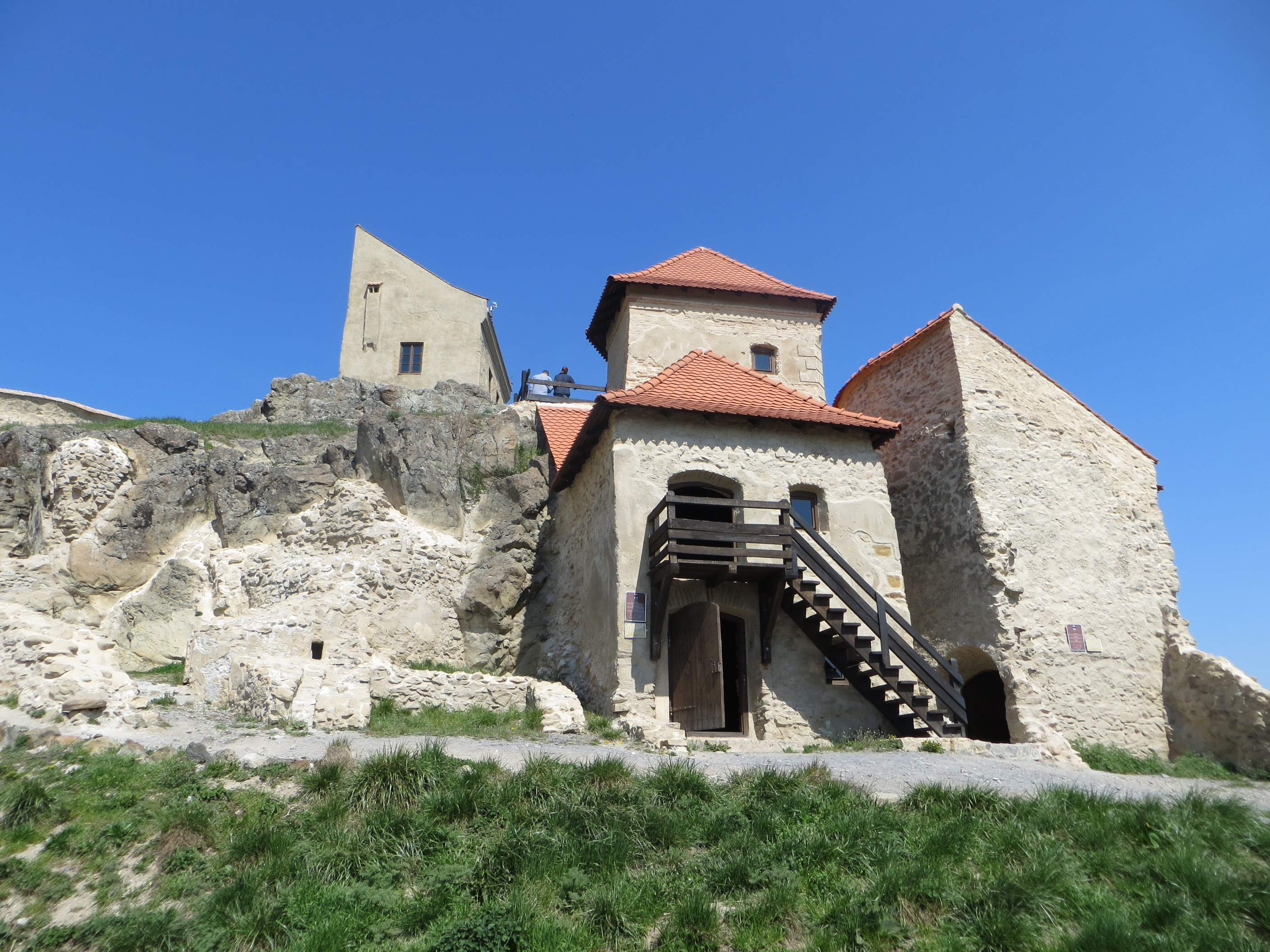

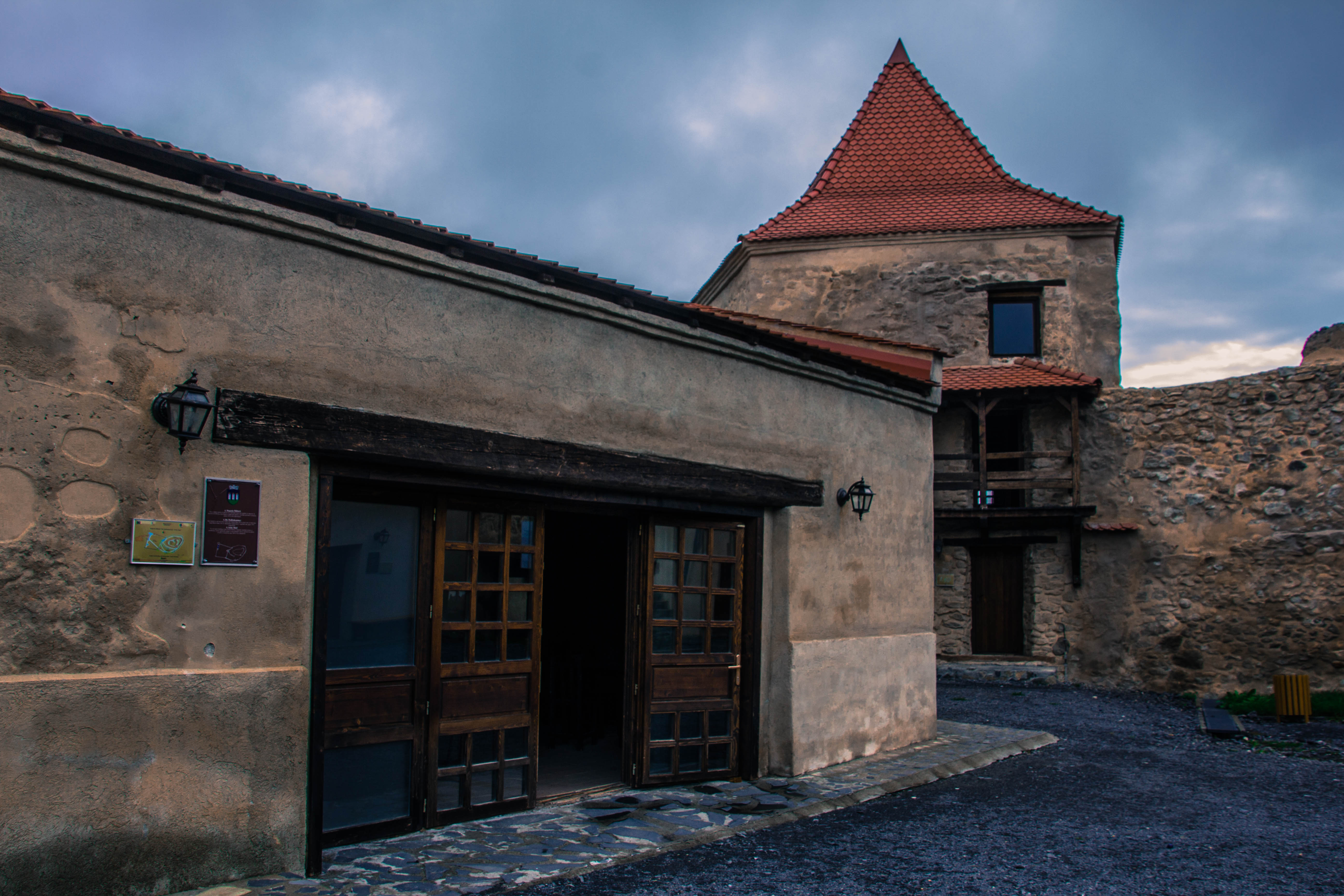

Kőhalom (románul Rupea, 1929-ig Cohalm, korábban néha Uluma, németül Reps, latinul Rupes, szászul Räppes) város Romániában, Brassó megyében. Közigazgatásilag hozzátartozik Sövénység és a hat kilométerre délkeletre, a Homoród mentén fekvő Kőhalmi vasútállomás.

## Fekvése
Fogarastól 41 km-re északkeletre, a segesvár–brassói főút mellett fekszik.

## Nevének eredete
Mivel a 14. században a kozdi káptalan székhelye volt, és a 14–15. században Kőhalomszéket is Kozdszék néven említették, valószínű, hogy eredetileg a települést is Kozdnak hívták. Azonos nevű patakja (németül: Kosd, románul: Cozd) 1289-ban bukkan föl először a forrásokban (Kozd). A Kőhalom név 1324-ben fordul elő castrum Kwholm, majd 1334-ban Keohalum alakban. Ebből alakult ki történeti román neve. Már egy 1432-es óegyházi szláv nyelvű irat is mint „до Кохалму” hivatkozott rá, később 1826-ban Kuhalme. Német (szász) neve ezzel szemben egy köztörök személynévi eredetű Rukbaz (1370, Rupas, 1374, Rukbas, 1418, ugyanúgy, 1430, Ruchpas, 1431, Ruckbass) alakra megy vissza. A fejlődés stációi: Rueppas (1444), Ruepes (1460), Roeppas (1466), Ruppas (1481), Ruppus (1482), Roepesch (1508), Repysz (1594), Reps (1658). Ebbe a névbe később a 'sziklaszirt' jelentésű latin rupes szót értették bele. Az először 1800-ban feljegyzett román Uluma talán egy *Halma alakból fejlődhetett ki. A mai román név tudatos latinosítás eredménye.

## Története
Szász település volt, a középkorban Kozdszék néven emlegetett Kőhalomszék székhelye (a kőhalmi királybírót először 1440-ben említik). Vára 1324-ben szerepelt először mai nevén, amikor Szécsényi Tamás erdélyi vajda ostrommal elvette a lázadó szászoktól. 1433-tól kezdve említették mezővárosként. Pallosjoga is volt, de a hóhér nem lehetett kőhalmi. 1488-ban 152 gazdaságból állt, iskolamestert, két pásztort, hét szegényt és öt elhagyott házat jegyeztek föl.
1509-ben kapott vásártartási jogot Szent Jakab napjára. 1490-ből való az első utalás csizmadiáira, 1569-ben kovácscéhe, 1585-ben kádárcéhe, 1609-ben vargacéhe volt, 1581-ben kaptak céhes szabadalmat a bőrösök, 1589-ben pedig a puskamívesek. A 17. században az ácsoknak és kerekeseknek is volt céhük.
Lakói 1600-ben Báthori Zsigmond mellé álltak és Mihály vajda ellenében megerősítették a várat. 1601-ban telepedtek le kovácsként az első cigányok, 1638-ban pedig pásztorként első román lakói, Fogaras vidékéről. 1640-ben 265 gazdaságból állt. 1661-ben Ali pasa a várral együtt elfoglalta. 1663-ban I. Apafi Mihály országgyűlést tartott erődtemplomában.
1698-ban 132, 1700-ban azonban 227 háztartást számoltak össze. Az Univerzitás 1711-ben ismerte el az önálló kőhalmi takácscéhet, 1714-ben a szabócéhet, és ugyanezen években alakulhatott az asztaloscéh is. Az 1719-es pestisjárványnak 622 áldozata volt. 1750-ben 220 szász és negyven román család lakta, utóbbiak a város szélén éltek. 99 vargát, 49 szűcsöt, 11 csizmadiát és tíz fazekast írtak össze a városból. Hét mészárosa 1757-ben a nagyszebeni mészároscéhhez tartozott. 1772-ben tímárcéhe és gyógyszertára is működött.
A ferences rend 1760-ban kapott telket egy katolikus városi tanácsostól, és 1762-ben újraalapította a város római katolikus plébániáját. 1779-re felépítették a templomot is, amely azonban 1802-ben leégett. Helyette 1810-ben kezdtek újat építeni. 1765-tól egészen 1886-ig két-három ferences élt és tanított Kőhalmon, azután már csak egy, mert iskolájukat akkor államosították.
1786-ban 2015-en lakták, a nem mezőgazdasági lakosság aránya 53% volt. Híresek voltak marhakereskedői. Szász lakossága hat, később hét szomszédságra oszlott. A szomszédságok leggazdagabb tagjának kötelességük volt kocsmát fenntartani, ahol a többi tagot ingyen szolgálták ki. Az ortodox románok 1790-ben építettek fatemplomot. A 19. század elején egy részük uniált, és kőtemplom építésébe kezdett. Román görögkatolikus parókiája 1822-ben vált önállóvá.

1840 körül 

„Husvéti vásárkor nagy számu szarvas marhát és juhot hajtanak piaczára, a szomszéd mirkvásári hizlalt ökröket nagyobbára kolozsvári mészárosok veszik meg. A helybe készülő nyírfanyergeket, nagy mennyiségbe hordják szét az országba: Jakab-napkor egész ménes moldovai lovakat hajtanak Kőhalomba, mellyeknek nagy részét magyar országi kereskedők veszik meg.”

Tanácsa 1848. április 29-én tiltakozó levélet fogalmazott meg a magyar nyelv hivatalossá tétele ellen a közigazgatásban és a bíróságokon, majd képviselőket küldött az októberi agyagfalvi gyűlésre. 1848 decemberében kőhalmiak részt vettek Alsórákos kifosztásában, mire válaszul 1849 februárjában a magyarok tízezer forintos sarcot vetettek ki a városra és több házát elpusztították. 1849. július 30-án a település mellett zajlott az 1848–49-es szabadságharc egyik ütközete. Dobay József csapatai vereséget szenvedtek Dyck cári tábornok seregétől, így nem tudtak csatlakozni Bem Segesvárra induló seregéhez.
1850-ben százötven csizmadia dolgozott benne, a családfők több mint egytizede. A népszámlálások tanúsága szerint 1857 és 1869 között többszáz román lakosa át-, illetve visszatért az ortodox vallásra. Ők 1898-ban építettek maguknak kőtemplomot. Kénes gyógyvizforrására 1866-ban a Jacobi család fürdőt épített. Ez az 1940-es évek végéig sikeresen működött, amikor az államosító hatalom pusztulni hagyta. 1870-ben szász hitelbank, 1883-ban magyar takarékpénztár alakult. 1876-ban városi rangját elveszítve Nagy-Küküllő vármegye Kőhalmi járásának székhelye lett.

Rudolf Bergner 1884-es útibeszámolója szerint 

„A település valójában három párhuzamos utcából áll. Középen húzódik a harmadik főutca a templommal és a térrel, ahol szászok laknak. Ugyanez vonatkozik a bal oldali utcára is, amelyhez a takaros ferences templom és kolostor csatlakozik, ahol jelenleg csak két klerikus testvér él. A harmadik utcát románok lakják, bár a házak építési módja arra utal, hogy egykor itt is szászok éltek. Mint másutt, itt is lassan visszahúzódtak és helyet adtak a románoknak, akik főleg a falu keleti házsorát lakják a falu végén, a felénk néző fronton. Mellettük cigányok laknak, és ugyanebből a népből egy másik csapat is letelepedett a város túlsó bejáratánál.”

1885-ben állami, magyar nyelvű iskola létesült, 1902-től harminchat ágyas kórház működött benne. 1903-ban hetilapja indult Repser Wochenblatt néven. 1910-ben létrejött a Cetatea román népbank.
1919. január 16-án Nagy-Küküllő vármegye cigányai nagygyűlést tartottak Kőhalomban, 7-800 résztvevővel. A két világháború között kendőgyár, száz cipészműhely, néhány gépészeti műhely és gyógyfürdő működött, 1938-ban szanatórium nyílt benne.
Mint a Szászföldön másutt is, 1945-ben a szászok házaiba korábbi cigány napszámosaikat költöztették be. A Szovjetunióba elhurcolt 102 szász személyből 97-en tértek vissza. 1952-ben visszakapta városi rangját. A szocializmus idején harckocsi-alkatrészeket gyártó üzem, tejgyár, szőnyeggyár, bútorgyár, kesztyűgyár és varrodák létesültek. Ezek többsége 1990 után bezárt. 1972–73-tól északi részén tömbházas negyed épült.
Az unitáriusok 1990-ben, a reformátusok 1993-ban építettek templomot maguknak.

## A vasúti telep
A városközponttól hat kilométerre fekvő telep helyén 1848-ban egy Lomás nevű zsidó vállalkozó létesített fűrésztelepet, amelynek tulajdonosai a 20. század elején Klein, Weiss és Bartfuss voltak. Az Ugrához tartozó területen 1873-ban épült ki a vasútállomás, akkor Homoród–Kőhalom néven. Az állomás mellett újabb fűrészgyárak is létesültek: 1888-ban a Neuschloß-féle, 1896-ban pedig Eisler és társáé. Az állomás raktárában a hatóságok 1877-ben 37 ládányi lőszert találtak. Ennek nyomán kezdték felgöngyölíteni a székely összeesküvést, amely a hadianyagot egy az oszmán–orosz háborúban az oszmán oldalhoz csatlakozandó székely szabadcsapat felfegyverzésére szánta. A Lomas faexportcég, amelynek a székhelye a pályaudvar mellett volt, a két világháború között ötven-hatvan alkalmazottat foglalkoztatott. 1945 után a vasútállomás mellett álló tizennyolc házat Kőhalomhoz csatolták, majd 1963-tól, állami kézben jelentős parkettgyárrá fejlesztették a fűrészüzemet. Többszáz munkás érkezett családjával a Székelyföldről, az Avasból és máshonnan, akik nagyrészt tömbházakban találtak új otthonra. Többségük magyar nemzetiségű volt; az 1966-as népszámlálás 626 magyar, 378 román és 33 német lakost talált. Magyar iskolai tagozat azonban csak az 1970-es évekig működött a telepen, és a fiatalabb generációk nyelvileg elrománosodtak. 1992-ben 809 lakosból 449 vallotta magát magyar anyanyelvűnek, bár a helyiek szerint a lakosság 70–75%-a magyar származású. A parkettagyár 1991 után bezárt, négyszáz főt nyugdíjaztak vagy elbocsátottak. 2022 körül egy betongerendákat gyártó üzem működik a telepen, továbbá egy–négy osztályos román iskola. 1990 után épült a római katolikus és a neobizánci stílusú ortodox templom.

## Demográfia
Felekezeti szempontból 
- 1850-ben 1465 evangélikus, 887 görögkatolikus, 123 római katolikus és 63 ortodox lakta.
- 1910-ben 1187 lakosa volt evangélikus, 705 görög katolikus, 584 ortodox, 207 református, 142 római katolikus, 93 unitárius és 23 zsidó.
- 2002-ben 3673 lakosa vallotta magát ortodox, 470 római katolikus, 362 református, 337 unitárius, 287 pünkösdi és 53 evangélikus vallásúnak.

## Gazdaság
- Növényi alapú (szizál, bambusz, kókuszrost, közönséges tengerifű) szőnyegek gyártása.[12]
- Transilvania Lactate tejgyár.
- Péküzem.[13]

## Oktatás
- A Ștefan Octavian Iosif Líceumban 1990 óta szakmai oktatást nyújtó magyar tagozat működik.[14] A korábbi ortodox felekezeti iskolát Ioan Ursu bővítette 1921-től állami gimnáziummá. Mai épületébe 1952-ben költözött, 1960-ban ipari líceummá változtatták.[15]
- 1–8. osztályos magyar tagozat.[16]
- A szórvány diákotthont a református egyház működteti.[17]

## Látnivalók
- A város feletti Várhegyen állnak a vár tekintélyes maradványai.
- Főterén fallal övezett szász evangélikus templom áll. A gótikus teremtemplom 14. századi, egykor Szent Jakabnak volt szentelve. Középkor végi falfestményei nagyrészt az 1802-es festés alatt rejtőznek, kazettás mennyezete 1713-ból való. Különálló barokk tornya a kerítőfalban van, két harangját 1488-ben és a 15. század végén—a 16. század első felében öntötték.
- Szent Miklós ortodox, korábban görögkatolikus temploma az 1800-as években épült. 2002-ben felújították és kibővítették.
- A belvárosi római katolikus templom 1807-ben épült.
- Az ortodoxok Szentháromság temploma (1898).
- Gheorghe Cernea Néprajzi Múzeum.[18]

## A város híres szülöttei
- Bartholomäus Bausner (1629–1682) evangélikus püspök
- Fogarasi Tamásy Árpád (1861–1939) honvéd táborszernagy
- Issekutz Béla (1886–1979) farmakológus
- László Gyula (1910–1998) régész, történész
- Wilhelm Georg Berger (1929–1993) zeneszerző
- Cristian Mandeal (1946–) zongoraművész, karmester
- Hellmut Seiler (1953–) költő
- Antal Árpád András (1975–) politikus, Sepsiszentgyörgy polgármestere
- Farkas Anna Lili (1955–) erdélyi magyar politikus, képviselő
- Tomas Róbert (1979-) geológus, földtani szakíró
- Toth Szilárd (1977–) erdélyi magyar történész, egyetemi oktató